# Eupithecia valariata
Eupithecia valariata là một loài bướm đêm trong họ Geometridae.